# 埃米莉·戴蒙德
埃米莉·戴蒙德（英語：Emily Diamond，1991年6月11日—）生于布里斯托尔，是一名参加200米赛跑和400米赛跑的英国田径运动员。她曾代表英国参加2016年里约奥运，获得女子4×400米接力的铜牌。